# 土井利益
土井 利益（どい とします）は、江戸時代前期から中期にかけての譜代大名。常陸国下妻藩主、下総国古河藩5代藩主、志摩国鳥羽藩主、肥前国唐津藩初代藩主。官位は従四位下・周防守。土井家宗家5代。

## 生涯

### 下妻分封
古河藩第2代藩主土井利隆の次男として生まれる。万治元年（1658年）9月7日に利隆の跡を相続した兄利重より、常陸・下総国内に1万石を分封されて下妻藩主となった。利重が継嗣無く死去すると、宗家の家督問題で弟の利久と共に候補者に立てられるが、利益は不行跡が多く分家独立しているためとして家督は利久が相続した。これは当時、江戸本所に屋敷を持っていた利益が平素から大見得を張り、伊達男の真似をして派手な出立ちで夜な夜な江戸市街を闊歩していたためであり、当時の風評では「夜中歩行は犬か盗人か思ば本所の土井周防」とまで言われたほどであったためである（『他言無用伝聞記』）。

### 宗家相続
延宝3年（1675年）閏4月29日、利久が10歳で夭折し、古河土井家は無嗣により絶家となった。しかし、第4代将軍徳川家綱は家祖利勝の功績を想い、特別の計らいをもって土井家再興を許し、分家していた利益に宗家相続を命じた。こうして5月晦日、利益は古河藩第5代藩主となり、7万石（自身が領していた下妻1万石と、一時断絶により4万石減封された古河6万石）を領した。延宝5年（1677年）、古河城南端の立崎曲輪に、城の鎮護として頼政神社を創建した。この地には源三位頼政を祀った塚があったと言われている。
知行が7万石に減少したため、利益は75名の家臣の解雇、残留した家臣に対しても1000石以上の者は4割を、それ以下は2割を削減している。ただし、分家時代の家臣の解雇（100石以上22名）や分家時代の家老らは対象外として逆に加増を受けるなど特別待遇を受けている。これは兄や弟の時代に古河藩土井家の重臣が藩主を傀儡にして藩政を操り、特に第4代藩主になるべき自分を差し置いて弟を擁立したことを遺恨に思っていたためとされ、利益は宗家の家臣に対しても「自らは養子とはいえ利勝公の実孫であり、藩主になれたのは徳川将軍家のお陰であり重臣らに恩義は受けておらず、自分の藩政に従えない者は藩から追放して奉公構とする」とまで宣言したという。

### 2度の転封、奥東江との出会い
延宝9年（1681年）2月25日、志摩鳥羽7万石への転封を命じられた。鳥羽を治めている間、近江国蒲生郡小口村の奥清兵衛（東江）の学徳が高いと聞き、礼を厚くして迎えたことが、後の唐津での藩政に生きることになる。元禄4年（1691年）2月9日、今度は肥前唐津7万石へ転封される。
唐津藩は長崎見廻役の義務があるなど、幕府治世の重要拠点と位置づけられていた。利益は東江の学問をこれら政務や士民教育に生かそうと考えた。利益は教育熱心で、江戸藩邸に当時の有名な儒者を招いて、家臣とともによく講義を聞いていた。また儒者を家臣に加えて教えを受けることもしていたらしい。東江は老母を心配し辞職を願い出たが、利益は毎年母に会う期間を許す約束をして、引き留めに成功した。唐津での東江は、郡奉行や長崎勤番などを勤め、その学問や識見を現実の政策に生かし、善政を布いた。よって領民の尊敬は並ならぬものだったらしい。利益の信任も厚く、新参の身であった東江を、500石の家老格に抜擢し、嫡男利実の養育もさせた。その後東江は江戸藩邸詰めを命ぜられたが、母の病が重くなったので看病のため帰郷し、母の死を看取った。しかし唐津に帰る前に自身も病没してしまった。東江は死の床で江戸の方角を拝し、涙して利益の恩を謝したという。後に東江の学問は唐津において「奥流の学」として確立した。
正徳3年（1713年）閏5月25日、死去。享年64。跡は利実が継いだ。

## 系譜
父母
- 土井利隆（父）
- 中川氏 - 側室（母）

正室
- 太田資宗の娘

子女
- 酒井忠囿正室
- 土井利実（長男）
- 土井利純
- 戸田氏長正室
- 稲葉正博
- 土井利清正室